# Maksim Morozov
Maksim Aleksandrovitch Morozov (en biélorusse : Максим Александрович Морозов) est un joueur biélorusse de volley-ball né le 29 mai 1989. Il mesure 2,06 m et joue central. Il est international biélorusse.

## Clubs
| Club                   | De        | À   |
| ---------------------- | --------- | --- |
| VK Chakhtior Salihorsk | 2012-2013 | ... |

## Palmarès
- Championnat de Biélorussie
  - Finaliste : 2013